# Calendula
Pour les articles homonymes, voir Souci.
Genre
Calendula (les soucis) est un genre d'environ 20 espèces de plantes herbacées annuelles ou vivaces de la famille des Asteraceae, originaires de la région méditerranéenne et de Macaronésie.
Elles mesurent généralement entre 5 et 50 cm de hauteur (rarement 70 cm). L'inflorescence est un capitule typique des Asteracées, mais solitaire. Les involucres sont partiellement soudés, en forme de coupe de 1 à 3 cm de diamètre environ comprenant de 13 à une quarantaine de bractées. La forme globale du réceptacle floral est plate. Chaque capitule comprend de 13 à 50 fleurons ligulés (parfois jusqu'à 100 environ) à corolle jaune à orangée. Les fleurons tubulés sont plus nombreux (généralement de 20 à 60, mais parfois plus de 150) et de couleur jaune, rougeâtre ou violacée.

## Phytonymie
Le nom scientifique Calendula date du Moyen Âge. L'étymologie provient du latin calendae premier jour du mois « probablement avec un sens analogue à calendrier, almanach, indicateur météorologique : les capitules s'ouvrent et se ferment en liaison avec l'apparition du soleil » (phénomène de nyctinastie) selon le botaniste Paul-Victor Fournier. Le nom vernaculaire de « souci » rappelle ce phénomène puisqu'il dérive du bas latin solsequia (« qui suit le soleil », du latin sol, « soleil », et sequi, « suivre ») qui a donné « solsie », « soucy » puis « souci ».

## Espèces
Selon Catalogue of Life (22 juillet 2021) :
- Calendula arvensis L.
- Calendula aurantiaca Kotschy ex Boiss.
- Calendula eckerleinii Ohle
- Calendula karakalensis Vassilcz
- Calendula lanzae Maire
- Calendula maroccana Ball
- Calendula meuselii Ohle
- Calendula officinalis L.
- Calendula pachysperma Zohary
- Calendula palaestina Boiss.
- Calendula stellata Cav.
- Calendula suffruticosa Vahl
- Calendula tripterocarpa Rupr.

Selon Tropicos (26 juin 2013) (Attention liste brute contenant peut-être des synonymes) :
- Calendula algarbiensis Boiss.
- Calendula americana Mill.
- Calendula arborescens Jacq.
- Calendula arvensis L.
- Calendula aurantiaca Boiss.
- Calendula chrysanthemifolia Vent.
- Calendula cuneata Thunb.
- Calendula flaccida Vent.
- Calendula fruticosa L.
- Calendula glabrata Thunb.
- Calendula gracilis DC.
- Calendula graminifolia L.
- Calendula incana Willd.
- Calendula karakalensis Vassilcz.
- Calendula maderensis DC.
- Calendula magellanica Willd.
- Calendula maritima Guss.
- Calendula maroccana (Ball) B.D. Jacks.
- Calendula nudicaulis L.
- Calendula officinalis L.
- Calendula oppositifolia Aiton
- Calendula persica C.A. Mey.
- Calendula pinnata Thunb.
- Calendula pluvialis L.
- Calendula pumila G. Forst.
- Calendula pusilla Du Petit-Thuars
- Calendula rosmainifolia Houtt.
- Calendula stellata Cav.
- Calendula suffruticosa Vahl
- Calendula tomentosa L. f.
- Calendula tragus Aiton
- Calendula tripterocarpa Rupr.

## Langage des fleurs
Dans le langage des fleurs, le souci symbolise l'inquiétude.